# Fares (Bíblia)
Fares o Peres (en hebreu פֶּרֶץ בן-יְהוּדָה Péresh ben Yəhûdāh) va ser, segons el Gènesi, el fill que Judà tingué amb la seva nora Tamar.
Segons el Gènesi, Judà s'havia quedat vidu. Durant un viatge, va mantenir relacions amb una prostituta que resultà ser Tamar, la seva nora disfressada. Ella es va quedar prenyada de bessonada i en nasqueren Fares i Zèrah. Durant el part, Zèrah va treure primer una mà i la llevadora li va posar una cadeneta vermella al canell, però el primer de sortir completament va ser Fares.
Quan Jacob i tots els seus fills van ser acollits a Egipte per Josep, Fares també emigrà amb la seva família i amb les famílies dels seus dos fills Hesron i Hamul.
Segons les genealogies que apareixen a l'Evangeli de Mateu i a l'Evangeli de Lluc, Fares va ser avantpassat de Jesús.